# Свети Трима Светители (Черпища)
„Свети Трима Светители“ (на гръцки: Τριῶν Ἱεραρχῶν) е православна църква в сярското село Черпища (Терпни), част от Сярската и Нигритска епархия.
Основният камък на църквата е положен в 1974 година от митрополит Константин Серски и Нигритски. Издигната и украсена е с пари на ктитора Димитриос Анастасиадис, архонт на Вселенската патриаршия. Осветена е тържествено на 6 май 2001 година от патриарх Вартоломей I Константинополски. В архитектурно отношение е петкорабна базилика. През април 2010 година митрополит Теолог Серски и Нигритски я превръща в енорийски храм.